# ويلي ماركوس
ويلي ماركوس هو دراج بلجيكي، ولد في 11 أكتوبر 1939 في Feluy ‏ في بلجيكا، وتوفي بنفس المكان في 9 نوفمبر 2014.

## وصلات خارجية
- ويلي ماركوس على موقع أرشيف الدراجات (الإنجليزية)
- ويلي ماركوس على موقع إحصائيات الدراجات الإحترافية (الإنجليزية)
- ويلي ماركوس على موقع أوليمبيديا (الإنجليزية)